# Europsko prvenstvo u atletici – Helsinki 2012.
Europsko prvenstvo u atletici – Helsinki 2012. je 21. EAA-ino europsko prvenstvo u atletici po redu. Održavalo se u Finskom gradu Helsinki od 27. lipnja do 1. srpnja 2012.

## Natjecanja

### Muškarci
| Disciplina | Zlato                         | Rezultat | Srebro                 | Rezultat | Bronca                       | Rezultat |
| Utrka na 100 m | Christophe Lemaitre Francuska | 10,09    | Jimmy Vicaut Francuska | 10,12    | Jaysuma Saidy Ndure Norveška | 10,17    |
| PR područni rekord \| RP rekord prvenstva \| NR nacionalni rekord \| OR Olimpijski rekord \| OSR osobni rekord \| ORS osobni rekord sezone \| EN europsko najbolje (u sezoni) \| ER europski rekord \| SN svjetsko najbolje (u sezoni) \| SR svjetski rekord |                               |          |                        |          |                              |          |

### Žene
| Disciplina | Zlato                    | Rezultat | Srebro                 | Rezultat | Bronca                     | Rezultat |
| Bacanje diska | Sandra Perković Hrvatska | 67,62    | Nadine Müller Njemačka | 65,41    | Natalija Semenova Ukrajina | 62,91    |
| PR područni rekord \| RP rekord prvenstva \| NR nacionalni rekord \| OR Olimpijski rekord \| OSR osobni rekord \| ORS osobni rekord sezone \| EN europsko najbolje (u sezoni) \| ER europski rekord \| SN svjetsko najbolje (u sezoni) \| SR svjetski rekord |                          |          |                        |          |                            |          |

## Tablica medalja
| Mjesto | Država    | Zlato | Srebro | Bronca | Ukupno |
| ------ | --------- | ----- | ------ | ------ | ------ |
| 1.     | Njemačka  | 6     | 6      | 4      | 16     |
| 2.     | Rusija    | 5     | 4      | 6      | 15     |
| 3.     | Francuska | 5     | 4      | 5      | 14     |
| 16.    | Hrvatska  | 1     | 0      | 0      | 1      |
|        | Total     | 42    | 42     | 42     | 126    |

## Vanjske poveznice
- Službena stranica prvenstva  Arhivirana inačica izvorne stranice od 2. srpnja 2012. (Wayback Machine)